# Unidad periférica de Atenas Occidental
Atenas Occidental (en griego Περιφερειακή ενότητα Δυτικού Τομέα Αθηνών) es una unidad periférica de Grecia. Forma parte de la periferia de Ática y cubre la parte occidental de la zona metropolitana de Atenas.

## División
La unidad periférica de Atenas Occidental se creó en 2011 como división de la antigua prefectura de Atenas, como parte de las reformas del plan Calícrates. Se subdivide en 7 municipios (en paréntesis el número de referencia del mapa):
- Agía Varvara (2)
- Agíoi Anárgyroi-Kamateró (8)
- Egaleo (6)
- Khaidari (34)
- Ílion (18)
- Peristeri (30)
- Petrópolis (31)